# Opencaching.de
Opencaching.de ([oʊ.pən 'kæ.ʃɪŋ] Anhörenⓘ, kurz: OC Anhörenⓘ) ist mit zirka 25.000 aktiven Geocaches (Stand: April 2021) die zweitgrößte – ehemals größte – in Europa gehostete und betriebene Geocaching-Website. Die Listingplattform wird vom Opencaching Deutschland e. V. in Kombination mit einem Geocaching-Wiki betrieben und ist seit 2005 online.
Opencaching betont bei der Selbstdarstellung den nichtkommerziellen Charakter der Plattform. Die Software der Website ist unter einer modifizierten GPL-Lizenz verfügbar, die eine Verwendung für kommerzielle Geocaching-Plattformen verbietet; die Inhalte stehen unter einer CC-BY-NC-ND-Lizenz. Der Trägerverein finanziert sich ausschließlich durch Spenden.

## Funktionsumfang
Opencaching.de bietet alle grundlegenden Funktionen einer Geocaching-Plattform wie zum Beispiel das Veröffentlichen (Listen) von Geocaches, Loggen von Caches, Hochladen von Bildern, eine Übersichtskarte, Beobachtungs- und Suchfunktionen und E-Mail-Benachrichtigungen über neue Caches und Logs. Im Vergleich mit dem Marktführer Geocaching.com bietet OC zusätzlich unter anderem einen WYSIWYG-Editor für Cachebeschreibungen, detaillierte Filtermöglichkeiten bei der Cachesuche und sogenannte virtuelle Geocaches und Webcam-Caches. Dafür fehlen z. B. Filtermöglichkeiten für die E-Mail-Benachrichtigungen und Freundeslisten.
Ebenfalls nur bei opencaching.de, aber nicht bei Geocaching.com, gibt es so genannte Safari-Caches. Bei diesen geht es nicht darum, einen vorher versteckten Behälter zu suchen. Vielmehr muss eine beliebige Örtlichkeit gefunden werden, die eine vorher festgelegte Eigenschaft erfüllt, und es müssen beim Loggen die Koordinaten dieser Örtlichkeit angegeben werden.
Die Inhalte der Website sind für jeden Besucher vollständig sichtbar. Zum Einstellen eigener Logs oder Cachelistings ist eine anonyme Registrierung erforderlich.

## Geschichte
Opencaching.de wurde von Oliver Dietz gegründet und ging 2005 online. Im Jahr 2006 übernahm die Deutsche Wanderjugend die Verantwortung für das Projekt.

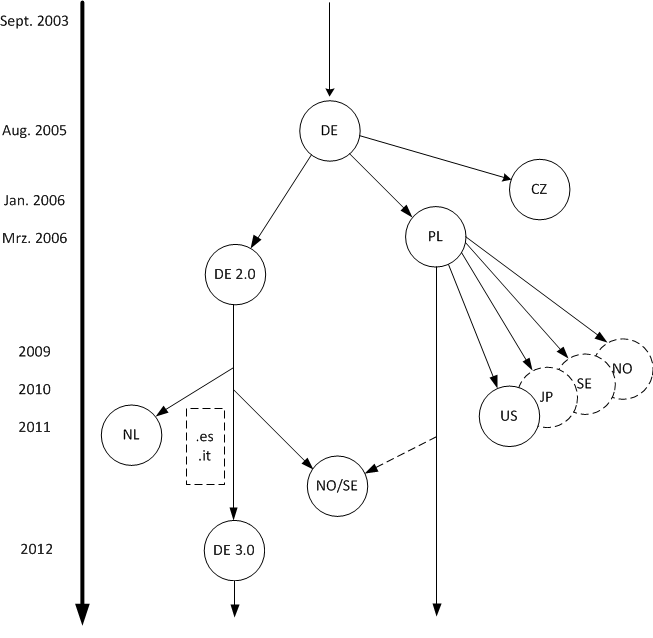
OC-Programmcode-Historie

Im Geocaching-Boom der späten 2000er Jahre erlebte die Plattform ein starkes Wachstum. Drei Jahre nach der Gründung konnte sie rund 10.000 gelistete Geocaches und 200.000 Logs aufweisen. Die Weiterentwicklung wurde von mehreren Geocachern in Form eines freien Projekts gestaltet. Die in Deutschland entstandene Software diente gleichzeitig als Grundlage für weitere, unabhängige Geocaching-Plattformen (Code-Forks), die ebenfalls unter dem Namen Opencaching auftreten, unter anderem in Tschechien und Polen (2006), Schweden (2010) und den USA (2011). Opencaching.de konzentrierte sich dagegen auf den DACH-Raum, Italien und Spanien und bot entsprechend lokalisierte Versionen der Website an. Inzwischen gibt es Opencaching in mehr als zehn Ländern. Eine ursprünglich geplante Vernetzung der internationalen Opencaching-„Knoten“ wurde nicht umgesetzt.
Nach einigen Jahren Entwicklungsstillstand und aufgrund von Rückzugsplänen des alten Betreiber- und Entwicklerteams wurden Anfang 2012 alle Nutzer der Plattform in einer Rundmail aufgefordert, sich gemeinschaftlich an dem Projekt zu beteiligen. Kurz darauf entstand ein neues OC-Team, das unter Leitung von Michael Vaahsen den Opencaching Deutschland e. V. gründete und zunächst die Weiterentwicklung, ab 2013 auch den technischen Betrieb übernahm. Die Website wurde um zahlreiche neue Funktionen erweitert.
Die Zahl der aktiven Caches belief sich 2014 auf rund 28.000 und die Zahl der Logs auf rund 800.000.

## Technik
Opencaching.de basiert auf einer in den Programmiersprachen PHP, JavaScript und SQL geschriebenen Software mit etwa 100.000 Zeilen eigenem Programmcode sowie weiteren JavaScript- und PHP-Bibliotheken. Die Benutzeroberfläche basiert überwiegend auf Smarty-Templates; als Datenbank kommt MariaDB zum Einsatz. Für Geocaching-Apps ist eine Webservice-Programmierschnittstelle namens OKAPI verfügbar. Das OC-Wiki verwendet wie die Wikipedia die MediaWiki-Software.
Die Opencaching.de-Websites laufen auf einem Server bei der Firma Host Europe. Als Betriebssystem kommt CentOS in einer virtualisierten Umgebung zum Einsatz.

## Vergleichbare Plattformen
Opencaching.de ist eine von wenigen Geocaching-Websites mit einer aktiven Community und einer größeren Zahl von Cachelistings (25.054 Stand 14. April 2022), neben dem Marktführer Geocaching.com (GC) mit Sitz in den USA, der Seite Geocaching Australia in Ozeanien und Opencaching.pl (OP) in Polen.
Neben dem Opencaching.de-Wiki gibt es das etwas größere, plattformunabhängige und ebenfalls deutschsprachige CacheWiki sowie ein polnisches Opencaching.pl-Wiki. Daneben existieren kleinere Wikis zu englischsprachigen Opencaching-Seiten.